# Kiribati na Mistrzostwach Świata w Lekkoatletyce 2022
Kiribati na Mistrzostwach Świata w Lekkoatletyce 2022 – reprezentacja Kiribati podczas mistrzostw świata w Eugene liczyła jednego zawodnika zawodnika.

## Skład reprezentacji

### Mężczyźni
| Zawodnik     | Konkurencja   | Preeliminacje | Preeliminacje | Eliminacje | Eliminacje | Półfinał | Półfinał | Finał | Finał   | Źródło |
| Zawodnik     | Konkurencja   | Wynik         | Pozycja       | Wynik      | Pozycja    | Wynik    | Pozycja  | Wynik | Pozycja | Źródło |
| ------------ | ------------- | ------------- | ------------- | ---------- | ---------- | -------- | -------- | ----- | ------- | ------ |
| Lataisi Mwea | bieg na 100 m | 11.43         | 17.           | NQ         | NQ         | NQ       | NQ       | NQ    | NQ      | [ 1 ]  |